# موش‌های سرادو
موش‌های سرادو (نام علمی: Thalpomys) نام یک سرده از زیرخانواده سینی‌دندانیان است.